# Cornelius Vanderbilt
Cornelius Vanderbilt I, né le 27 mai 1794 à Staten Island (New York) et mort le 4 janvier 1877 à Manhattan (même ville), est un entrepreneur et homme d'affaires américain qui bâtit sa fortune dans la construction maritime et les chemins de fer, ce qui lui valut le surnom de Commodore. Il était le patriarche de la famille Vanderbilt, et il a fait le don qui a fondé l'université Vanderbilt.

## Biographie

### Ancêtres
L'arrière-arrière-grand-père de Cornelius Vanderbilt, Jan Aertson ou Aertszoon (« fils d'Aert »), était un fermier néerlandais du village de De Bilt à Utrecht, aux Pays-Bas, qui a émigré à la Nouvelle-Amsterdam (plus tard New York) en tant que serviteur sous contrat en 1650. Le Néerlandais van der (« du ») a finalement été ajouté au nom du village d'Aertson pour créer « van der Bilt » (« du Bilt »). Anthony Janszoon van Salee était l'un des arrière-arrière-arrière-arrière-grands-pères de Cornelius Vanderbilt.

### Enfance
Fils de Cornelius Vanderbilt et de Phebe Hand, Cornelius Vanderbilt est le quatrième enfant d'une famille de neuf, il est l'arrière-arrière-petit-fils d'un fermier néerlandais originaire du village de De Bilt dans la région d'Utrecht.
Capitaine d'un vapeur sur l'Hudson, il réussit à soutirer 56 000 dollars à la Pacific Mail Steamship Company contre la promesse de ne pas lui faire concurrence. Il est décrit par les journalistes et universitaires Frank Browning et John Gerassi, spécialistes de la criminalité aux États-Unis, comme un « mégalomane arrogant, secret, furieusement égoïste et superstitieux, toujours entouré d'une cour de voyantes, de spirites et de médiums ».
Pendant la guerre civile, il vend au gouvernement nordiste de vieux navires quasiment inutilisables. Dénoncé par le sénateur James W. Grimes (en) comme « le plus blâmable des profiteurs de guerre », il n'est néanmoins jamais poursuivi. Lui-même rétorqua au sénateur : « La loi ! Mais je m'en moque éperdument, de la loi ! J'ai le pouvoir, non ? ».
Il investit ses profits réalisés durant la guerre dans des actions des compagnies ferroviaires et s'empare du Hudson River Railroad. En 1863, il prend le contrôle du New York Central Railroad après l'avoir quasiment conduit à la ruine en refusant l'installation d'une correspondance à Albany, obligeant ainsi les voyageurs à marcher sur plusieurs kilomètres dans la boue ou la neige. Il profite de la fusion des deux compagnies pour sous-évaluer les actions et gagne 26 millions de dollars dans l'opération.
En 1866, il impose la fermeture du Livingston Avenue Bridge, pont qu'il possède et qui est l'unique porte d'entrée de marchandises à New York, principal port du pays. Ce blocus entraîne l'effondrement du cours des actions des autres compagnies ferroviaires qui empruntaient le pont. Il rachète ainsi facilement le Lake Shore and Michigan Southern Railway en 1869, devenant le roi des chemins de fer du port de New York jusqu'à Chicago.

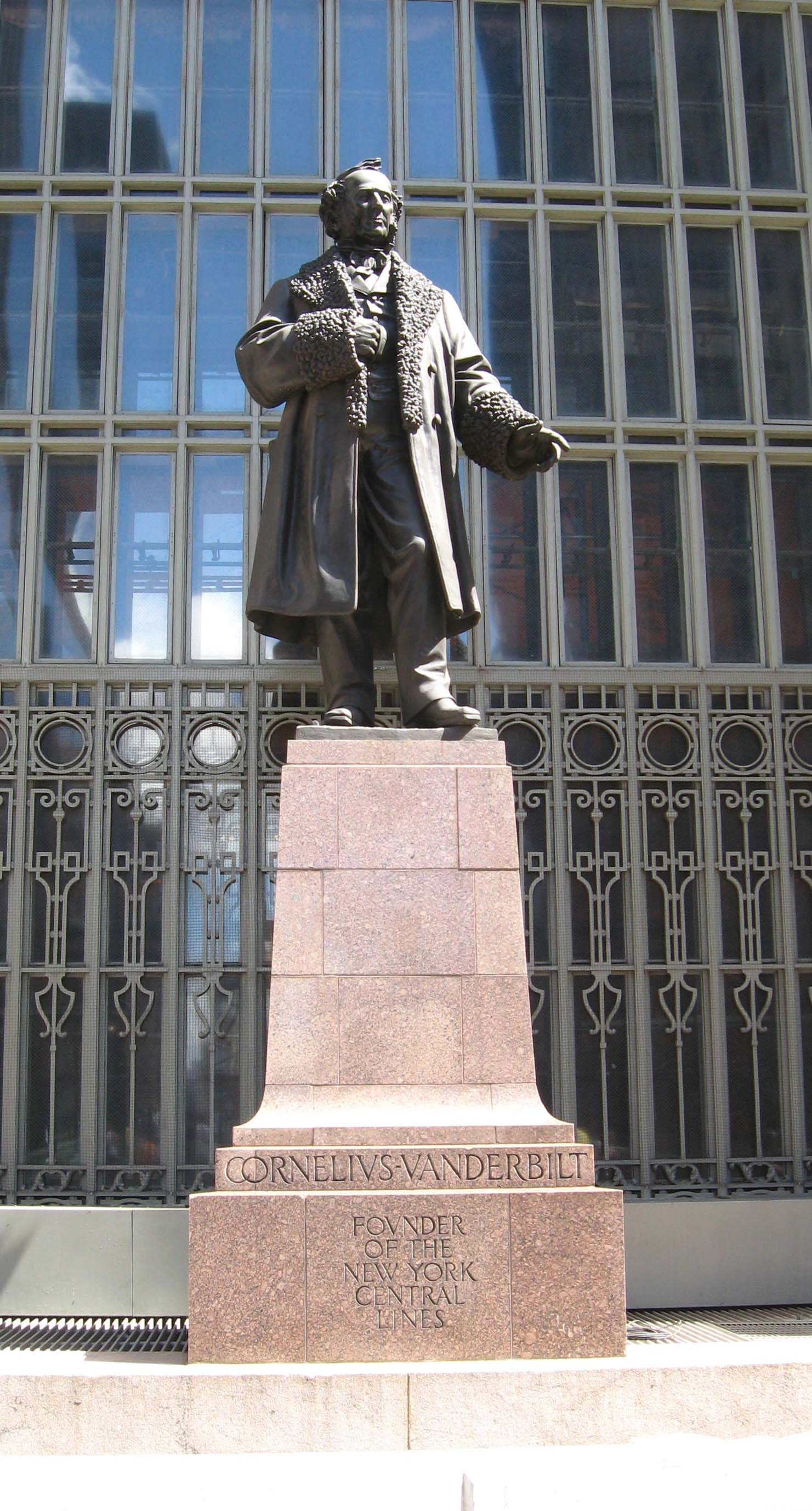
Statue de Cornelius Vanderbilt devant le Grand Central Terminal.

Il a créé Grand Central, qui fut la gare centrale de Park Avenue, à New York, sur un terrain acheté en 1869. Cette immense gare de 67 voies et 44 quais est le symbole de sa réussite.
À son décès, sa fortune est estimée à 105 millions de dollars d'alors, soit 1/87 du PNB des États-Unis. D'après le blog financier Celebrity Networth, il serait le dixième homme le plus riche de tous les temps. Cela représenterait 143 milliards de dollars américains en 2007 si sa richesse totale en pourcentage du PIB du pays en 1877 (l'année de sa mort) était prise et appliqué dans cette même proportion en 2007, ou bien 185 milliards de dollars de 2010 corrigé de l'inflation.

## Chemins de fer contrôlés par Cornelius Vanderbilt
- New York and Harlem Railroad (en) (1863)
- Hudson River Railroad (1864)
- New York Central Railroad (1868)
- Canada Southern Railway (1873)
- Lake Shore and Michigan Southern Railway (1873?)
- Michigan Central Railroad (1877)
- New York, Chicago and St. Louis Railroad (1882)
- West Shore Railroad (en) (1885)
- Rome, Watertown and Ogdensburg Railroad (en)
- Dunkirk, Allegheny Valley and Pittsburgh Railroad (en)
- Cleveland, Cincinnati, Chicago and St. Louis Railway
- Lake Erie and Western Railroad
- Pittsburgh and Lake Erie Railroad

## Sources
- Vanderbilt, Cornelius, in "Appletons' Cyclopædia of American Biography", 1889
- T.J. Stiles, The First Tycoon: The Epic Life of Cornelius Vanderbilt, 2009
- Burton W. Folsom, The Myth of the Robber Barons, 1991
- Matthew Josephson, The Robber Barons: The Great American Capitalists, 1861-1901, 1934
- Kurt C. Schlichting, Grand Central Terminal: Railroads, Engineering, and Architecture in New York City, 2001